# Cosmic Egg
Cosmic Egg es el segundo álbum de la banda australiana de hard rock Wolfmother. El nuevo álbum salió a la venta el 26 de octubre del 2009, con Andrew Stockdale (voz y guitarra), Aidan Nemeth (guitarra), Lan Peres (bajo, teclados) y Dave Atkins (batería) como miembros de la banda.

## Recepción
De acuerdo con la mayoría de las revisiones y entrevistas previas a la publicación, Cosmic Egg fue generalmente bien recibido entre los críticos musicales. Tiffany Bakker, de la revista Rolling Stone Australia, describió las canciones del álbum como "clásico Wolfmother, riffs pesados al estilo Black Sabbath y líneas de bajo intensas mezcladas con el distintivo gemido de Andrew Stockdale". De acuerdo a la ARIA, Cosmic Egg se ubicó en la posición n.º 21 en ventas de un artista australiano en ese país.

## Lista de canciones
Todas las canciones escritas y compuestas por Andrew Stockdale, excepto las que indiquen lo contrario. 
| Edición estándar |                           |          |  |
| N.º              | Título                    | Duración |  |
| 1.               | «California Queen»        | 3:55     |  |
| 2.               | «New Moon Rising»         | 3:46     |  |
| 3.               | «White Feather»           | 3:04     |  |
| 4.               | «Sun Dial»                | 3:48     |  |
| 5.               | «In the Morning»          | 5:40     |  |
| 6.               | «10,000 Ft.»              | 4:09     |  |
| 7.               | «Cosmic Egg»              | 4:04     |  |
| 8.               | «Far Away»                | 4:00     |  |
| 9.               | «Pilgrim»                 | 4:50     |  |
| 10.              | «In the Castle»           | 5:42     |  |
| 11.              | «Phoenix»                 | 4:45     |  |
| 12.              | «The Violence of the Sun» | 6:02     |  |
| 53:40            |                           |          |  |

| Edición australiana |                               |                                       |          |  |
| N.º                 | Título                        | Escritor(es)                          | Duración |  |
| 13.                 | «Sundial» (Versión acústica)  |                                       | 3:53     |  |
| 14.                 | «Don't Let It Bring You Down» | Neil Young                            | 3:06     |  |
| 15.                 | «Mannish Boy»                 | Muddy Waters, Mel London y Bo Diddley | 8:32     |  |
| 69:11               |                               |                                       |          |  |

| Edición iTunes |                                 |          |  |
| N.º            | Título                          | Duración |  |
| 13.            | «Cosmic Egg» (Versión acústica) | 4:28     |  |
| 58:08          |                                 |          |  |

| Edición iTunes en la pre-compra |              |              |          |  |
| N.º                             | Título       | Escritor(es) | Duración |  |
| 14.                             | «If 6 Was 9» | Jimi Hendrix | 7:33     |  |
| 65:41                           |              |              |          |  |

| Edición de lujo |                       |          |  |
| N.º             | Título                | Duración |  |
| 9.              | «Cosmonaut»           | 4:48     |  |
| 10.             | «Pilgrim»             | 4:50     |  |
| 11.             | «Eyes Open»           | 5:11     |  |
| 12.             | «Back Round»          | 3:56     |  |
| 13.             | «In the Castle»       | 5:42     |  |
| 14.             | «Caroline»            | 4:30     |  |
| 15.             | «Phoenix»             | 4:45     |  |
| 16.             | «Violence of the Sun» | 6:02     |  |
| 72:05           |                       |          |  |

| Edición iTunes de lujo |                                 |          |  |
| N.º                    | Título                          | Duración |  |
| 17.                    | «Cosmic Egg» (Versión acústica) | 4:28     |  |
| 76:33                  |                                 |          |  |

| Edición iTunes de lujo en la pre-compra |              |              |          |  |
| N.º                                     | Título       | Escritor(es) | Duración |  |
| 18.                                     | «If 6 Was 9» | Jimi Hendrix | 7:33     |  |
| 84:06                                   |              |              |          |  |

| Edición japonesa |                               |              |          |  |
| N.º              | Título                        | Escritor(es) | Duración |  |
| 10.              | «Eyes Open»                   |              | 5:11     |  |
| 11.              | «Back Round»                  |              | 3:56     |  |
| 12.              | «In the Castle»               |              | 5:42     |  |
| 13.              | «Phoenix»                     |              | 4:45     |  |
| 14.              | «Violence of the Sun»         |              | 6:02     |  |
| 15.              | «Don't Let It Bring You Down» | Neil Young   | 3:06     |  |
| 16.              | «Sundial» (Versión acústica)  |              | 3:53     |  |
| 69:47            |                               |              |          |  |